# VOXup
VOXup ist ein deutschsprachiger Privatsender, der am 1. Dezember 2019 auf Sendung gegangen ist. Der Sender ist ein Ableger von VOX.
Als Zielgruppe gelten 14–59-Jährige, insbesondere Frauen ab 30.

Logo des HD-Senders seit Sendestart

## Liste der Sendungen
Derzeit aktuelle Sendungen:
- Ab ins Beet! Die Garten-Soap
- auto mobil
- Bones – Die Knochenjägerin
- Rizzoli & Isles
- Chicago Fire
- Chicago Med
- Chicago P.D.
- New Amsterdam
- Crossing Jordan – Pathologin mit Profil
- Die Wahrheit über den Fall Harry Quebert
- Einmal Camping, immer Camping
- Essen & Trinken - Für jeden Tag
- Grill den Henssler
- Grimm
- Magnum P.I.
- Major Crimes
- McLeods Töchter[3]
- Menschen, Tiere & Doktoren
- mieten, kaufen, wohnen
- Promi Shopping Queen
- Schmeckt nicht, gibt’s nicht
- Schneller als die Polizei erlaubt
- Shopping Queen
- Verklag mich doch!
- Wildes Kinderzimmer
- Wildes Wohnzimmer
- Wissenshunger

pausierende oder ehemalige Sendungen:
- 4 Hochzeiten und eine Traumreise
- Ally McBeal
- Das perfekte Dinner
- Die Höhle der Löwen
- Ein Baby zieht ein
- Kitchen Impossible
- Law & Order: Special Victims Unit
- Mein Traumhaus am Meer
- Sing meinen Song – Das Tauschkonzert
- Sing meinen Song – Das Weihnachtskonzert
- Sing meinen Song – Die Weihnachtsparty
- The Good Doctor
- Unser Traum vom Haus
- Wohnen nach Wunsch

## Empfang
VOXup übernahm über Satellit Astra 19,2 E den Sendeplatz von VOX Schweiz. Später kam ein terrestrischer Sendeplatz bei Freenet TV dazu. Im Kabelfernsehen wird das Programm seit Sendebeginn, Unitymedia und Vodafone TV verbreitet, sowie in der Streaming-Plattform Telekom/MagentaTV. Der Sender ist seit Januar 2020 auch im Premium- bzw. Ultimate-Paket der Streaming-Plattform Zattoo in HD-Qualität zu erhalten.